# Andrea Masaryková
Andrea Masaryková (* 6. Januar 1980) ist eine ehemalige slowakische Tennisspielerin.

## Karriere
Im Alter von 16 Jahren debütierte Andrea Masaryková beim ITF-$10.000-Turnier im slowakischen Nitra auf dem ITF Women’s Circuit und startete bei diesem Turnier in der Qualifikation, wo sie direkt in der ersten Runde an einer Landsfrau scheiterte. Fast zwei Jahre später nahm sie beim ITF-$10.000-Turnier im portugiesischen Faro an ihrem zweiten Turnier auf dem ITF Women’s Circuit teil und konnte sich dort über die Qualifikation für das Hauptfeld qualifizieren. Dort schied sie bereits in der ersten Runde an einer deutschen Spielerin aus. 1999 nahm sie am ITF-$10.000-Turnier im italienischen Gröden teil und spielte sich von der Qualifikation bis ins Finale. Dort traf sie auf die Lokalmatadorin Gloria Pizzichini und unterlag dieser in klar in zwei Sätzen. Im selben Jahr erreichte sie auch beim ITF-$10.000-Turnier im ägyptischen Ismailia das Finale im Einzel und unterlag dort ihrer Landsfrau Silvia Uríčková knapp in drei Sätzen.
Im Jahr 2000 nahm Andrea Masaryková gemeinsam mit der Schweizerin Aliénor Tricerri am Doppelwettbewerb des ITF-$10.000-Turniers in der ägyptischen Hauptstadt Kairo teil und zusammen erreichten sie dort das Finale, wo sie sich einem österreichischen Duo geschlagen geben mussten. Im darauffolgenden Jahr startete sie beim ITF-$10.000-Turnier im italienischen Cuneo gemeinsam mit der Deutschen Julia Schruff und zusammen erreichten sie das Finale, wo sie sich mit einem Zwei-Satz-Sieg gegen ein italienisches Duo den Titel sicherten. Im Jahr 2003 spielte sie beim ITF-$10.000-Turnier im luxemburgischen Petingen die Doppelkonkurrenz zusammen mit der Tschechin Iveta Gerlová und zusammen konnten sie sich durch einen Finalsieg gegen ein deutsches Duo den Titel gewinnen. Nachdem Andrea Masaryková noch weitere Turniere im darauffolgenden Jahr gespielt hatte, beendete sie danach ihre Karriere.

## Erfolge
| Nr. | Datum           | Turnier  | Kategorie   | Belag | Partnerin     | Finalgegnerinnen               | Ergebnis       |
| --- | --------------- | -------- | ----------- | ----- | ------------- | ------------------------------ | -------------- |
| 1.  | 26. August 2001 | Cuneo    | ITF $10.000 | Sand  | Julia Schruff | Jasmine Angeli Monica Scartoni | 6:2, 7:64      |
| 2.  | 3. August 2003  | Petingen | ITF $10.000 | Sand  | Iveta Gerlová | Bianka Lamade Nicole Ludwig    | 6:2, 5:7, 7:61 |